# Josef Lamka

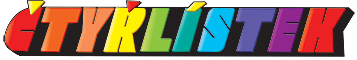
Společně se svojí ženou Hanou Lamkovou vytvořil asi 240 komiksových příběhů seriálu Čtyřlístek, kde spolupracovali s jeho tvůrcem a výtvarníkem Jaroslavem Němečkem.

Josef Lamka (12. listopadu 1931 Hronov – 6. července 2009 Praha) byl český výtvarník, scenárista, režisér a animátor, tvůrce populárních animovaných seriálů pro děti.

## Život
Narodil se jako syn městského důchodního. Studoval na gymnáziu v Náchodě. Již v té době si vyráběl vlastní loutky a hrál v hronovském sokolském loutkovém divadle. Po maturitě odešel v roce 1950 studovat do Prahy Vysokou školu umělecko-průmyslovou. Studoval u profesora Josefa Nováka obor hračka - loutka. Povinnou praxi absolvoval jako animátor ve Studiu Jiřího Trnky. Po ukončení školy pracoval v letech 1955–1959 v Divadle Spejbla a Hurvínka, kde se stal vedoucím výpravy a výtvarníkem plakátů a programů. Tam se také seznámil s technikou černého divadla. Jeho manželkou se stala loutkoherečka Hana Ryšánková. Po odchodu z Divadla Spejbla a Hurvínka společně s manželkou a Jiřím Srncem založil Černé divadlo. Byl v něm výtvarníkem, hercem a spoluautorem.V Černém divadle působil do roku 1980. Spolupracoval s nakladatelstvím Orbis, kde v 60. letech ilustroval několik knih v edici Hry pro loutky a Divadélko. V těchto edicích vyšla také loutkové hry O veselém hrobaři a Král Abeceda, které napsal společně se svou manželkou. Jako výtvarník, scenárista, režisér a animátor především večerníčkových seriálů začal spolupracovat od roku 1962 s televizí, nejdříve s Československou, potom s Českou a Slovenskou. Pracoval jako scenárista na dětském  komiksu Čtyřlístek. S režisérkou Libuší Koutnou spolupracoval jako výtvarník na pohádce Jak se peče štěstí a dalších. Příležitostně se věnoval scénografii, např. v Divadle Na zábradlí nebo v divadlech v Hronově, v Náchodě a v Mostě. Zemřel v roce 2009 během práce na scénáři animovaného filmu Čtyřlístek ve službách krále pro Bio Illusion.

## Ocenění
- 1988 – Cena Československé televize za seriál O človíčkovi
- 2002 – ocenění za režii seriálu Matylda na mezinárodním festivalu animované tvorby AniFest[2]

## Z díla
- Hup a Hop (1968)
- Cvoček astronautem (1971)
- Srbské pohádky (1976)
- Flok a Flíček (1980)
- Káťa a Škubánek (1982–1993)
- Jehláček a Bodlinka (1983)
- O človíčkovi (1985, 1995)
- Hurá na myši (1987)
- Terezka v nesnázích aneb Hopkin zasahuje (1988, 1995)
- Království květin (1993)
- Tút (1995-1996)
- Medvedie vajíčko (1996)
- Putování za švestkovou vůní (1998)
- My tři braši od muziky (2000)
- Matylda (2000, 2002, 2006)
- Pat a Mat (2003)
- Inspektor Fousek na stopě (2009)